# Mỹ Linh
Mỹ Linh, nome completo Đỗ Mỹ Linh (Hanoi, 19 agosto 1975), è una cantante, personaggio televisivo e attivista vietnamita.

## Biografia

### Primi anni e formazione
Mỹ Linh è nata a Hanoi il 19 agosto 1975. Il padre era un insegnante di letteratura, al tempo lavoratore in cantieri edili. Sua madre lavorava in una fabbrica farmaceutica. Ha un fratello maggiore e una sorella minore.
Mỹ Linh ha mostrato talento musicale e di arti performative in età molto giovane, raccogliendo premi in vari concorsi di musica locale per bambini. Ha frequentato la scuola elementare e media nel distretto di Hai Bà Trưng, ad Hanoi. Nel 1994 si è diplomata in un istituto Bạch Mai ed è arrivata prima nell'esame di ammissione al Conservatorio di musica di Hanoi. Si è diplomata nel 1997.  I suoi cantanti preferiti sono Thanh Lam, Barbra Streisand Whitney Houston, Mariah Carey, Brian McKnight e Babyface.

### Carriera musicale
Nell'agosto 1993, Mỹ Linh e la band Hoa Sữa hanno vinto il secondo posto al National Pop Music Festival. Mỹ Linh ha vinto il premio Best New Artist con la canzone Thì Thầm Mùa Xuân scritta da Ngọc Châu. Mỹ Linh ha iniziato la sua carriera musicale professionale dopo il Festival ed è diventata una delle cantanti vietnamite più amate.
Ha iniziato a suonare la musica soul e funk. Ha partecipato a un tour in Vietnam, Tiếng Hát Mỹ Linh, nel 1998, con esibizioni a Hanoi, Da Nang e Ho Chi Minh City. Dopo il successo del tour, nel 1999, ha pubblicato l'album Tóc Ngắn.
Nel 2003, Mỹ Linh ha firmato un contratto con la società americana Blue Tiger per pubblicare un album in lingua inglese, attirando un'ampia attenzione ai media in Vietnam. Coming to America è stato pubblicato nel 2004.
Nel 2006, Mỹ Linh è stata uno dei giudici per Sao Mai Điểm Hẹn, un concorso di canto ospitato dalla televisione del Vietnam per scoprire giovani talenti musicali.
Mỹ Linh si è esibita in molti paesi, tra cui Cina, Thailandia, Corea, Russia, Germania, Repubblica Ceca, Ucraina, Svizzera, Regno Unito, Cuba, Stati Uniti, Canada e Australia. Nel 2006, è l'unica artista vietnamita ad esibirsi allo spettacolo Asian Divas a Nagoya, in Giappone.

## Vita privata
Mỹ Linh è sposata con il compositore e produttore Anh Quân dal 1998. Hanno due figli, Anh Duy e Mỹ Anh. La coppia vive anche con Anna (nome vietnamita Mỹ Hà), figlia del primo matrimonio di Anh Quân.

## Attivismo
Nel 2004, Mỹ Linh ha partecipato ad una campagna pubblica sulla minaccia che il consumo di bile di orso pone alla popolazione dell'orso selvatico e al benessere degli orsi che vengono allevati per la loro bile con un cortometraggio trasmesso in diverse stazioni televisive vietnamite. Esso include filmati girati nelle aziende di allevamento di orsi a Hanoi ed stato prodotto da Education for Nature Vietnam, la prima organizzazione non governativa del Paese a concentrarsi sulla conservazione, con l'assistenza della Fondazione per la Giustizia Ambientale di Londra.

## Discografia

### Album
- 1994 – Xin Mặt Trời Ngủ Yên
- 1995 – Trịnh Công Sơn - Còn Mãi Tìm Nhau
- 1996 – Vẫn Hát Lời Tình Yêu
- 1996 – Chiều Xuân
- Cho Một Người Tình Xa
- 1997 – Tiếng Hát Mỹ Linh
- 1998 – Mùa Thu Không Trở Lại
- 1999 – Tóc Ngắn
- 2000 – Tóc Ngắn 2 - Vẫn Hát Lời Tình Yêu
- 2003 – Made In Vietnam
- 2005 – Chat với Mozart
- 2006 – Để Tình Yêu Hát
- 2011 – Một Ngày (Tóc Ngắn Acoustic)